# بريان بيريز
بريان بيريز (بالإسبانية: Bryan Pérez)‏ (1 نوفمبر 1988 بكالي في كولومبيا - ) هو لاعب كرة قدم كوستاريكي في مركز الوسط. شارك مع منتخب الولايات المتحدة الوطني لكرة قدم الصالات. أما مع النوادي، فقد لعب مع ميلواكي وايف وKansas City Brass ‏ وKansas City Comets (founded 2010) ‏ وUtica City FC ‏ ودي موين  مانس ‏ وويتشاتا وينغز ‏ وFort Lauderdale Strikers (2006–2016) ‏.

## وصلات خارجية
- بريان بيريز على موقع قاعدة بيانات كرة القدم.إي يو (الإنجليزية)